# Свинчета
Свинчета (Caviidae) е семейство бозайници от разред Гризачи. Включва над двадесет рода обединени в шест рода както дребни така и едри представители включително и най-едрият съвременен гризач - капибара.

## Разпространение и местообитание
Свинчетата са разпространени почти навсякъде в Южна Америка. Срещат се при различни климатични условия на надморска височина до 4000 метра. Обитават равнинни открити и залесени райони както и планини. С изключение на капибара почти не се срещат в гъсти тропични гори.

## Описание
С изключение на марите, които на външен вид наподобяват на зайци, останалите свинчета имат късо и набито тяло с голяма глава. При повечето опашката е къса и почти не се вижда от козината. Размерите на тялото варират от 22 cm и тего от 300 g при морските свинчета до 106 – 134 cm и тегло от 35 – 66 kg при капибара. Въпреки това обаче в рода е имало и по едри плиоценски представители като Phugatherium, който е бил с размери на съвременен тапир.

## Поведение
Обикновено свинчетата са активни денем и независимо от суровите климатични условия в планините не изпадат в летаргичен сън през студените месеци. Обитават подземни дупки, които изкопават сами или заемат от други видове. Социални животни са и живеят в групи съставени обикновено от мъжки, женска и малки. При някои видове има и още по-развита социална структура в групата.

## Хранене
Свинчетата са тревопасни и консумират различни растителни видове съобразно местообитанията. Освен това консумират и плодове, листа, филизи и семена.

## Размножаване
Бременността продължава от 50 до 90 дни, а при капибара – 150. Раждат се добре развити и бързо нарастват.

## Класификация
Семейство Caviidae
- Подсемейство Caviinae
  - Род Cavia, Морски свинчета
  - Род Galea, Куи
  - Род Microcavia, Планински свинчета
- Подсемейство Dolichotinae
  - Род Dolichotis, Мари
- Подсемейство Hydrochoerinae
  - Род Hydrochoerus, Водни свинчета
  - Род Kerodon, Скални свинчета